# Guillermo Castillo Bustamante
Guillermo Castillo Bustamante (* 25. Juni 1910 in Ciudad Bolívar; † 6. Oktober 1974) war ein venezolanischer Komponist und Pianist.
Castillo begann im Alter von drei Jahren Klavier zu spielen. Von 1929 bis 1933 lebte er in New York und arbeitete als Rundfunkpianist. Nach seiner Rückkehr nach Venezuela gründete er den Sender Sello Rojo, aus dem Radiodifusora Venezuela hervorging, außerdem Swing Time, das erste moderne Swingorchester Venezuelas.
Er kam Ende der 1940er Jahre erstmals in Haft und wurde aus Venezuela ausgewiesen. In Kuba wurde er 1949 Mitglied des Septeto Habanero. Später arbeitete er in Mexiko an einem Filmprojekt mit Rómulo Gallegos, das aber nach dem Tod von dessen Frau zum Erlegen kam. Castillo kehrte nach Venezuela zurück und beteiligte sich mit seiner Frau in der Acción Democrática am Widerstand gegen den Diktator Marcos Pérez Jiménez.
Beide wurden verhaftet und zu Gefängnisstrafen verurteilt, Vastillo zu sechs, seine Frau zu vier Jahren. Im Gefängnis von Ciudad Bolívar entstand 1953 seine berühmteste Komposition, der Bolero Escribeme. Er wurde zur Hymne der politischen Gefangenen in Lateinamerika und von Sängern wie Alfredo Sadel, Lucho Gatica, Javier Solís, den Los Cuatro Hermanos Silva, Rosita Quintana, Alfonso Ortiz Tirado, Roberto Yánez und Simón Díaz gesungen. Später kam er in das Lager von Guasina im Orinocodelta. Dort sollte er mit Guido Acuña, Jesús Alberto Blanco, Ramón Lancini und Francisco Paco Estéller hingerichtet werden – der Protest der Mitgefangenen und die Befehlsverweigerung eines Leutnants retteten ihm das Leben.
Nach dem Ende der Diktatur des Generals Marcos Pérez Jiménez 1958 übernahm Castillo die Leitung des Senders Televisora Nacional, Canal 5. Er wirkte an Rundfunksendungen mit, betätigte sich als Chordirigent und fuhr fort zu komponieren. Insgesamt schrieb er mehr als dreihundert Kompositionen, vorwiegend Boleros. Er war angesehen als Komponist und befreundet mit Musikern wie María Luisa Escobar, Vicente Emilio Sojo, Conny Méndez, Luis Peraza, Rházes Hernández López, Juan Bautista Plaza, Ulises Acosta, Inocente Carreño und Rafael Guinand.